# Scaptodrosophila pumilio
Scaptodrosophila pumilio är en tvåvingeart som först beskrevs av Johannes Cornelis Hendrik de Meijere 1908.  Scaptodrosophila pumilio ingår i släktet Scaptodrosophila och familjen daggflugor.